# 白八里
白八里（bay balïq），是回鹘汗国的一座重要城市，位于今日蒙古国布尔干省境内。在古突厥语中“bay”意思是“富贵的”，“balïq”意思是“都城”，因此也被中国史料意译为富贵城。
根据现已发现的《磨延啜碑》碑文记载，758年，回鹘击败黠戛斯，控制了色楞格河流域，征调唐朝和粟特的工匠建立了这座城市。此后，这座城市成为回鹘的军事重镇，用来防御黠戛斯。回鹘为黠戛斯所灭后，此城逐渐废弃。
根据《新唐书·地理志》的记载，富贵城位于“仙娥川北岸”。现代学者根据《磨延啜碑》考证认为，此“仙娥川”即现在的色楞格河。该城遗址现已被发现。